# Крива на Безие
Кривата на Безие е параметрична крива, използвана в компютърната графика и свързаните с нея области. Набор от дискретни „контролни точки“ дефинира гладка, непрекъсната крива с помощта на формула. Обикновено кривата е предназначена да приближи форма от реалния свят, която иначе няма математическо представяне или чието представяне е неизвестно или твърде сложно. Кривата на Безие е кръстена на френския инженер Пиер Безие, който я използва през 1960 г. за проектиране на криви за каросерията на автомобили Рено. Други приложения включват дизайн на компютърни шрифтове и анимация. Кривите на Безие могат да се комбинират, за да образуват „сплайн на Безие“, или да се обобщят към по-високи измерения, за да се образуват повърхности на Безие. „Триъгълникът на Безие“ е частен случай на последния.